# Lista de vereadores de São Gonçalo
Esta é a lista de vereadores de São Gonçalo, município brasileiro do estado do Rio de Janeiro.
A Câmara Municipal de São Gonçalo é formada por vinte e sete representantes. O prédio da Câmara chama-se Palácio 22 de Setembro.

## Legislatura de 2021–2024
Estes são os vereadores eleitos nas eleições de 15 de novembro de 2020, pelo período de 1° de janeiro de 2021 a 31 de dezembro de 2024:
| Mesa Diretora (2024)                      |                   |                        |                              |
| Nome                                      | Início do mandato | Fim do mandato         | Cargo                        |
| Piero de Matos Cabral (Republicanos)      | 7 de maio de 2024 | 31 de dezembro de 2024 | Presidente da Câmara         |
| Marcus Vinícius Alves de Moura (UNIÃO)    | 7 de maio de 2024 | 31 de dezembro de 2024 | 1º Vice-presidente da Câmara |
| Magno José da Silva (Avante)              | 7 de maio de 2024 | 31 de dezembro de 2024 | 2º Vice-presidente da Câmara |
| Claudinei Peçanha Siqueira (Republicanos) | 7 de maio de 2024 | 31 de dezembro de 2024 | 3º Vice-presidente da Câmara |
| Jorge Luís Gasco (PODE)                   | 7 de maio de 2024 | 31 de dezembro de 2024 | 1º Secretário                |
| Bruno Porto de Almeida (PL)               | 7 de maio de 2024 | 31 de dezembro de 2024 | 2º Secretário                |
| Sebastião Victor Gonçalves Pereira (PSDB) | 7 de maio de 2024 | 31 de dezembro de 2024 | 3º Secretário                |

|    | Nome                                                                           | Partido                                         | Votos | %    | Observações |
| -- | ------------------------------------------------------------------------------ | ----------------------------------------------- | ----- | ---- | --- |
| 1  | Claudinei Peçanha Siqueira (Nilópolis, 24.09.1968–)                            | Partido Renovação Democrática (PRD)             | 6.432 | 1,63 | 1º mandato Eleito pelo Republicanos |
| 2  | Janilce Aparecida Conceição Magalhães (São Gonçalo, 09.05.1972–)               | Partido Socialismo e Liberdade (PSOL)           | 508   | 0,13 | 1º mandato Assumiu em 01.02.2023 com a renúncia de Professor Josemar, eleito deputado estadual. Se licenciou do mandato por alguns meses em 2024 por problemas de saúde.                    |
| 3  | Alex Rocha Brito, da Agência (São Gonçalo, 16.02.1974–)                        | Partido Renovação Democrática (PRD)             | 1.366 | 0,65 | 1º mandato Eleito pelo Patriota Assumiu em 3.5.2024 após o TRE-RJ cassar o mandato de Lecinho (MDB)                                                                                         |
| 4  | Valdinei Renato Marins, Diney Marins (São Gonçalo, 09.08.1969–)                | Podemos (PODE)                                  | 4.387 | 1,12 | 2º mandato Eleito pelo Cidadania |
| 5  | Bruno Porto de Almeida (São Gonçalo, 07.02.1980–)                              | Partido Liberal (PL)                            | 4.255 | 1,09 | 2º mandato Eleito pelo Cidadania Licenciado até abril de 2024 como Secretário mun. de Esporte e Lazer                                                                                       |
| 6  | Glauber Medeiros Poubel (São Gonçalo, 27.12.1983–)                             | Solidariedade                                   | 3.499 | 0,90 | 1º mandato Eleito pelo PSD |
| 7  | Romário Regis Francisco (São Gonçalo, 21.08.1989–)                             | Partido Socialista Brasileiro (PSB)             | 3.344 | 0,86 | 1º mandato Eleito pelo PCdoB |
| 8  | Cláudio Luís Abreu da Silva, Cacau (São Gonçalo, 18.04.1970–)                  | Movimento Democrático Brasileiro (MDB)          | 3.332 | 0,85 | 2º mandato Eleito pelo Cidadania |
| 9  | Nelson Ruas dos Santos Filho, Nelsinho (São Gonçalo, 21.06.1987–)              | Partido Liberal (PL)                            | 3.140 | 0,80 | 1º mandato Eleito pelo Avante |
| 10 | Alexandre da Silva Gomes (São Gonçalo, 17.03.1978–)                            | Avante                                          | 3.112 | 0,80 | 2º mandato Eleito pelo PV |
| 11 | Jalmir Cabral Junior (São Gonçalo, 26.09.1983–)                                | Partido Renovador Trabalhista Brasileiro (PRTB) | 2.652 | 0,68 | 2º mandato Licenciou-se entre 2021 e 2022 para assumir vaga de deputado estadual como suplente                                                                                              |
| 12 | Priscilla Canedo Loureiro (Niterói, 29.12.1980–)                               | Partido dos Trabalhadores (PT)                  | 2.644 | 0,68 | 1º mandato |
| 13 | Sebastião Victor Gonçalves Pereira, Tião Nanci (São Gonçalo, 08.05.1982–)      | Partido da Social Democracia Brasileira (PSDB)  | 2.638 | 0,68 | 1º mandato Eleito pelo PV |
| 14 | Aristeo Eduardo Teixeira da Silveira, Gordo (São Gonçalo, 27.02.1962–)         | Progressistas (PP)                              | 2.578 | 0,65 | 6º mandato Eleito pelo DEM Assumiu em 20.12.2023 após o TRE-RJ cassar o mandato de Armando Marins (PSC)                                                                                     |
| 15 | Pedro Pericar de Souza Campos (Rio de Janeiro, 27.04.1996–)                    | Partido Liberal (PL)                            | 2.448 | 0,63 | 1º mandato Eleito pelo PSL Licenciado como Secretário mun. de Habitação |
| 16 | Felipe Brito Soares (Rio de Janeiro, 25.01.1984)                               | Solidariedade                                   | 1.833 | 0,46 | 1º mandato Eleito pelo PL Assumiu em 14.11.2023 com a morte do titular Cici Maldonado |
| 17 | Marcus Vinícius Alves de Moura (São Gonçalo, 15.01.1973–)                      | União Brasil (UNIÃO)                            | 2.405 | 0,62 | 2º mandato Eleito pelo Solidariedade |
| 18 | Natan da Silva Ferreira (Rio de Janeiro, 31.10.1961–)                          | Progressistas (PP)                              | 2.289 | 0,59 | 2º mandato Eleito pelo Republicanos |
| 19 | Magno José da Silva, Magú dos Brinquedos (Rio de Janeiro, 27.03.1975–)         | Avante                                          | 2.073 | 0,53 | 1º mandato |
| 20 | Jorge Luís Gasco, Mariola (Rio de Janeiro, 23.04.1956–)                        | Podemos (PODE)                                  | 2.027 | 0,52 | 6º mandato |
| 21 | Lucas Muniz de Almeida (São Gonçalo, 11.07.1993–)                              | Partido Renovação Democrática (PRD)             | 2.010 | 0,51 | 2º mandato Eleito pelo Progressistas Licenciou-se do mandato entre 2021 e 2023 para assumir a Secretaria mun. de Turismo e Cultura, sendo substituído por Evangelista Ubirajara Santos (PP) |
| 22 | Professor Felipe Tavares Rodrigues Guarany da Silva (São Gonçalo, 17.10.1990–) | Movimento Democrático Brasileiro (MDB)          | 1.982 | 0,51 | 1º mandato Eleito pelo PRTB |
| 23 | Roberto Norival Francisco de Campos, Beto da Serraria (Niterói, 18.11.1983–)   | Partido Liberal (PL)                            | 1.941 | 0,50 | 1º mandato Eleito pelo Avante |
| 24 | Juan Patrick Pinheiro de Oliveira (São Gonçalo, 08.11.1990–)                   | Partido Liberal (PL)                            | 1.902 | 0,49 | 1º mandato |
| 25 | Piero de Matos Cabral (São Gonçalo, 19.09.1981–)                               | Republicanos                                    | 1.847 | 0,47 | 1º mandato Eleito pelo PMB |
| 26 | Paulo Henrique Barreto de Souza, Pablo da Água (São Gonçalo, 11.07.1980–)      | Avante                                          | 1.696 | 0,43 | 1º mandato Eleito pelo PT |
| 27 | Valmir Santos Filho, Nem da Pank Motos (Rio de Janeiro, 28.07.1985–)           | União Brasil (UNIÃO)                            | 1.513 | 0,39 | 1º mandato Eleito pelo PSL |
| –  | Alex de Souza Loreti (São Gonçalo, 09.09.1981–)                                | Partido Renovador Trabalhista Brasileiro (PRTB) | 1.315 | 0,34 | 1º mandato Assumiu como suplente entre 2021 e 2022 no lugar de Jalmir Junior |
| –  | Evangelista Ubirajara Santos (Rio de Janeiro, 22.11.1977–)                     | Progressistas (PP)                              | 852   | 0,22 | 1º mandato Assumiu como suplente entre 2021 e 2023 no lugar de Lucas Muniz |
| –  | Mariângela Valviesse (São Gonçalo, 27.06.1965–)                                | União Brasil (UNIÃO)                            | 1.028 | 0,26 | 1º mandato Assumiu em 12.04.2022 no lugar de Pedro Pericar |
| –  | Patrícia Helena da Silva Rodrigues (São Gonçalo, 05.08.1981–)                  | Cidadania                                       | 2.669 | 0,68 | 1º mandato Assumiu em 04.01.2023 no lugar de Bruno Porto |
| –  | Jonny de Oliveira, Jhonny Oliver (Rio de Janeiro, 24.02.1989–)                 | PSOL                                            | 413   | 0,10 | 1º mandato Assumiu em 06.03.2024 no lugar de Janilce Magalhães |

## Legislatura de 2017–2020
Estes são os vereadores eleitos nas eleições de 2 de outubro de 2016, pelo período de 1° de janeiro de 2017 a 31 de dezembro de 2020:
|    | Nome                                                                          | Partido                                            | Votos | %    | Observações |
| -- | ----------------------------------------------------------------------------- | -------------------------------------------------- | ----- | ---- | ----------- |
| 1  | Salvador Soares Couto (Campos dos Goytacazes, 28.04.1962–)                    | Partido Republicano Brasileiro (PRB)               | 7.369 | 1,66 | 1º mandato  |
| 2  | Alécio Breda Dias, Lecinho (São Gonçalo, 09.12.1969–)                         | Partido do Movimento Democrático Brasileiro (PMDB) | 6.863 | 1,55 | 1º mandato  |
| 3  | Valdinei Renato Marins, Diney Marins (2017-2020) (São Gonçalo, 09.08.1969–)   | Partido Socialista Brasileiro (PSB)                | 6.700 | 1,51 | 1º mandato  |
| 4  | Capitão Nelson Ruas dos Santos (São Gonçalo, 06.05.1958–)                     | Partido Trabalhista do Brasil (PTdoB)              | 5.128 | 1,16 | 1º mandato  |
| 5  | Dr. Armando Marins de Carvalho Filho (Niterói, 24.07.1964–)                   | Partido da Social Democracia Brasileira (PSDB)     | 4.893 | 1,10 | 1º mandato  |
| 6  | Gilson Marques Ferreira Silveira, do Cefen (Guaçuí, 24.05.1969–)              | Partido da República (PR)                          | 4.712 | 1,06 | 1º mandato  |
| 7  | Sandro Faria de Almeida (São Gonçalo, 19.12.1970–)                            | Partido da Social Democracia Brasileira (PSDB)     | 4.620 | 1,04 | 1º mandato  |
| 8  | Thiago de Araújo Silva, da Marmoraria (São Gonçalo, 04.05.1982–)              | Partido do Movimento Democrático Brasileiro (PMDB) | 4.590 | 1,03 | 1º mandato  |
| 9  | Aristeo Eduardo Teixeira da Silveira, Gordo (São Gonçalo, 27.02.1962–)        | Partido do Movimento Democrático Brasileiro (PMDB) | 4.372 | 0,98 | 1º mandato  |
| 10 | Marcus Vinícius Alves de Moura (Rio de Janeiro, 15.01.1973–)                  | Partido Republicano Brasileiro (PRB)               | 4.332 | 0,98 | 1º mandato  |
| 11 | Wagner de Andrade Pimenta, Misael da Flordelis (Rio de Janeiro, 28.11.1978–)  | Partido do Movimento Democrático Brasileiro (PMDB) | 4.309 | 0,97 | 1º mandato  |
| 12 | Iza Deolinda de Almeida (São Gonçalo, 13.07.1958–)                            | Partido do Movimento Democrático Brasileiro (PMDB) | 4.227 | 0,95 | 1º mandato  |
| 13 | Alcímaco Cosme de Oliveira Maciel Junior (Campos dos Goytacazes, 22.02.1973–) | Partido da Mobilização Nacional (PMN)              | 4.137 | 0,93 | 1º mandato  |
| 14 | Alexandre da Silva Gomes (São Gonçalo, 17.03.1978–)                           | Partido Socialista Brasileiro (PSB)                | 3.900 | 0,88 | 1º mandato  |
| 15 | Jalmir Cabral Junior (São Gonçalo, 26.09.1983–)                               | Partido Renovador Trabalhista Brasileiro (PRTB)    | 3.689 | 0,83 | 1º mandato  |
| 16 | Cláudio Luís Abreu da Silva, Cacau (São Gonçalo, 18.04.1970–)                 | Partido Renovador Trabalhista Brasileiro (PRTB)    | 3.621 | 0,82 | 1º mandato  |
| 17 | Getúlio Brito do Couto (Rio de Janeiro, 18.02.1959–)                          | Partido Trabalhista Nacional (PTN)                 | 3.431 | 0,77 | 1º mandato  |
| 18 | Natan da Silva Ferreira (São Gonçalo, 31.10.1961–)                            | Partido Socialista Brasileiro (PSB)                | 3.325 | 0,75 | 1º mandato  |
| 19 | José Rafael de Abreu Magalhães, Fael (São Gonçalo, 06.01.1959–)               | Democratas (DEM)                                   | 3.245 | 0,73 | 1º mandato  |
| 20 | Paulo César Silva, Eu Acredito (São Gonçalo, 25.01.1968–)                     | Partido Trabalhista Nacional (PTN)                 | 2.675 | 0,60 | 1º mandato  |
| 21 | Eli Dantas de Lima, da Rosabela (Campina Grande, 18.05.1958–)                 | Partido Popular Socialista (PPS)                   | 2.422 | 0,55 | 1º mandato  |
| 22 | José Carlos Tavares Vicente (Niterói, 31.12.1943–)                            | Partido Social Liberal (PSL)                       | 2.360 | 0,53 | 1º mandato  |
| 23 | Lucas Muniz de Almeida (São Gonçalo, 11.07.1993–)                             | Partido da Mobilização Nacional (PMN)              | 2.345 | 0,53 | 1º mandato  |
| 24 | Dr. Ricardo Peon Albuquerque (Niterói, 04.03.1963–)                           | Partido Popular Socialista (PPS)                   | 2.308 | 0,52 | 1º mandato  |
| 25 | Samuel Araújo da Silva, Samuca (Rio de Janeiro, 02.09.1952–)                  | Partido da Mulher Brasileira (PMB)                 | 2.049 | 0,46 | 1º mandato  |
| 26 | Professor Paulo Roberto Antunes (São Gonçalo, 16.01.1959–)                    | Partido Comunista do Brasil (PCdoB)                | 2.021 | 0,46 | 1º mandato  |
| 27 | Bruno Porto de Almeida (São Gonçalo, 07.02.1980–)                             | Partido Popular Socialista (PPS)                   | 1.909 | 0,43 | 1º mandato  |

## Legenda
| Cor  | Significado          |
| Bege | Presidente da Câmara |
| Azul | Suplente             |